# Lake City (Michigan)
Lake City – miasto w Stanach Zjednoczonych, w stanie Michigan, w hrabstwie Missaukee.